# Julian Bullard
Sir Julian Leonard Bullard, GCMG (* 8. Mai 1928 in Athen; † 25. Mai 2006 in Oxford) war ein britischer Diplomat, der unter anderem zwischen 1984 und 1988 Botschafter in der Bundesrepublik Deutschland war.

## Leben

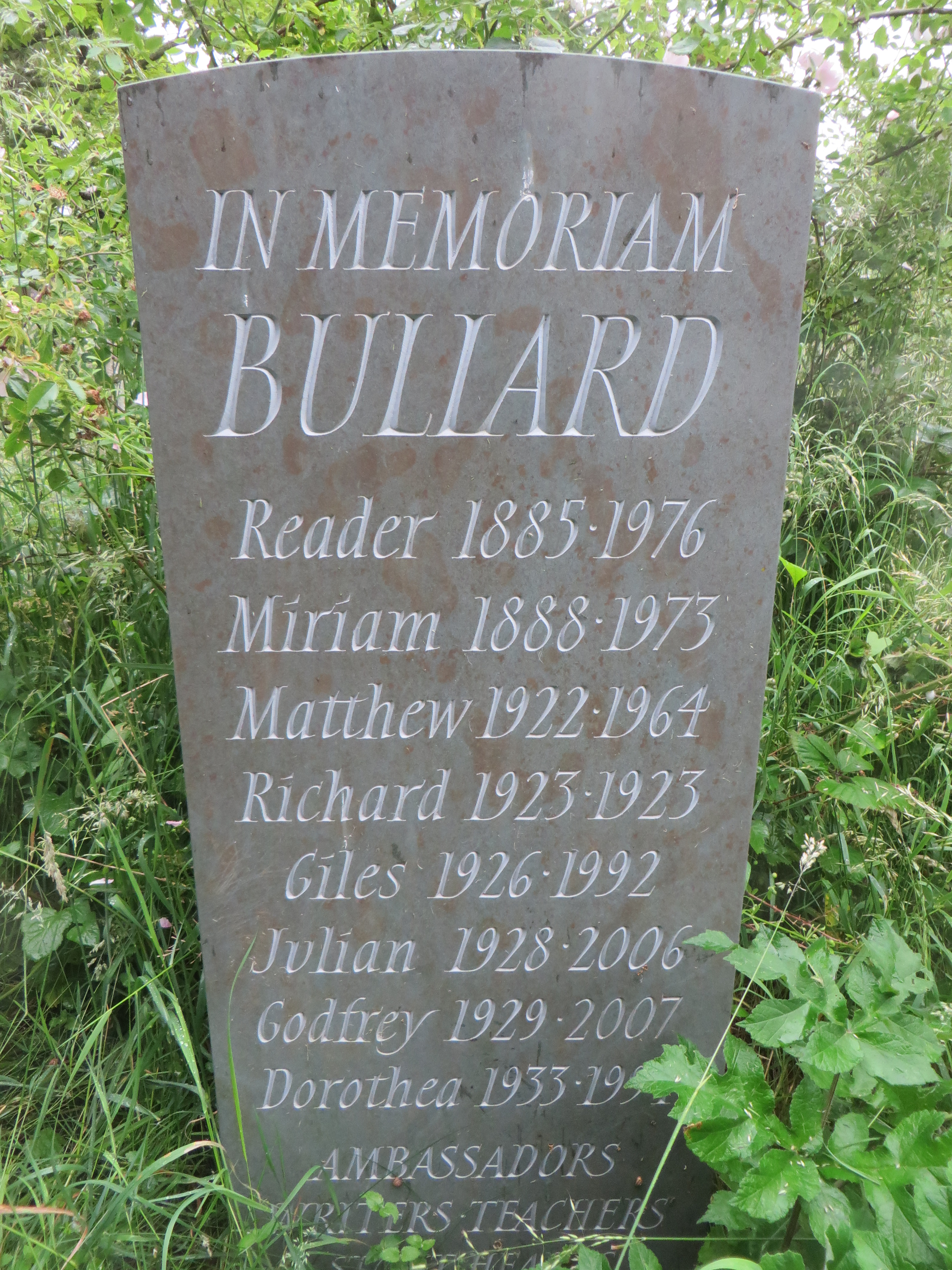
Gedenkstein der Familie Bullard auf dem Holywell Cemetery in Oxford

Julian Leonard Bullard eines von fünf Kindern des Diplomaten Reader Bullard, der Gesandter in Saudi-Arabien sowie Gesandter und Botschafter im Iran war sowie ein jüngerer Bruder des Diplomaten Giles Bullard, der Botschafter in Bulgarien sowie Hochkommissar in Barbados war. Er selbst begann nach dem Besuch der Dragon School in Oxford sowie der renommierten 1567 gegründeten Rugby School ein Studium der Klassischen Altertumswissenschaften (Literae humaniores) am Magdalen College der University of Oxford. Nach dessen Abschluss war er zwischen 1950 und 1957 Gastwissenschaftler (Fellow) am All Souls College der University of Oxford und leistete zudem seinen Wehrdienst (National Service) bei der Rifle Brigade (Prince Consort’s Own) in Winchester sowie als Lieutenant bei der Rheinarmee (BAOR). 1953 trat er in den diplomatischen Dienst (HM Foreign Service) und fand danach zahlreiche Verwendungen im Ausland sowie im Außenministerium beziehungsweise dem Ministerium für Auswärtige und Commonwealth-Angelegenheiten (Foreign and Commonwealth Office). Nachdem er zwischen 1968 und 1971 vor Aufnahme offizieller diplomatischer Beziehungen und Gründung der Vereinigten Arabischen Emirate am 2. Dezember 1971 Politischer Agent im damaligen britischen Protektorat der Trucial States in Dubai war, fungierte er im Anschluss von 1971 bis 1975 als Leiter des Referats Osteuropa und Sowjetunion im Ministerium für Auswärtige und Commonwealth-Angelegenheiten.
Danach übernahm Bullard zwischen 1975 und 1979 den Posten als Gesandter an der Botschaft in der Bundesrepublik Deutschland. Für seine Verdienste wurde er 1975 Commander des Order of St Michael and St George (CMG). Im Anschluss war er von 1979 bis 1984 Stellvertretender Unterstaatssekretär für Europa sowie Politischer Direktor im Außenministerium (Deputy Under-Secretary for Foreign and Commonwealth Affairs (Europe and Political Director)) und als solcher zugleich zwischen 1982 und 1984 auch Stellvertretender Ständiger Unterstaatssekretär (Deputy to the Permanent Under-Secretary of State). In dieser Verwendung wurde er 12. Juni 1982 zum Knight Commander des Order of St Michael and St George (KCMG) geschlagen und führte seither den Namenszusatz „Sir“. Zuletzt trat er 1984 die Nachfolger von John Lang „Jock“ Taylor Botschafter in der Bundesrepublik Deutschland und bekleidete dieses Amt bis zu seinem Eintritt in den Ruhestand 1988, woraufhin Christopher Mallaby sein dortiger Nachfolger wurde. Am 31. Dezember 1986 wurde er zum Knight Grand Cross des Order of St Michael and St George (GCMG) erhoben.
Nach seinem Eintritt engagierte sich Julian Bullard an der University of Birmingham und war an dieser zwischen 1988 und 1997 Mitglied des Universitätsrates und während dieser Zeit von 1989 bis 1994 sowohl Vorsitzender des Universitätsrates als auch Prokanzler. Er war in dieser Zeit maßgeblich an der Gründung des Instituts für Europarecht (Institute for European Law) als auch des Instituts für Deutschlandstudien (Institute for German Studies) beteiligt.
Julian Bullard war von 1954 bis zu seinem Tode an den Folgen der Parkinson-Krankheit 2006 mit Margaret Stephens verheiratet. Aus dieser Ehe gingen zwei Söhne und zwei Töchter hervor.

## Veröffentlichungen
- Europa: der britische Beitrag. Vortrag, 3. Februar 1987, Deutsche Weltwirtschaftliche Gesellschaft e.V., Vereinigung für Weltwirtschaftliche Forschung und Belehrung, Berlin 1987
- „Das politische und militärische Engagement Grossbritanniens in der Welt“, Übersee-Club, Hamburg 1987
- Die deutsche Frage als strategischer Schlüssel, Vorwort Alfred Dregger, Herausgeber Heinz-Josef Kiefer, Olzog-Verlag, München 1988, ISBN 978-3-7892-7360-5
- Grossbritannien und die Bundesrepublik Deutschland – 1988. Vortrag, gehalten im Industrie-Club e.V. zu Düsseldorf am 18. Februar 1988, Industrie-Club, Düsseldorf 1988